# Lascha Talachadse
Lascha Talachadse (georgisch ლაშა ტალახაძე; englisch Lasha Talakhadze; * 2. Oktober 1993 in Satschchere) ist ein georgischer Gewichtheber, mehrmaliger Weltmeister und dreifacher Olympiasieger. Er wurde 2015 Weltmeister im Superschwergewicht im Zweikampf und im Reißen, 2016 Europameister und gewann im selben Jahr die Goldmedaille bei den Olympischen Sommerspielen, während er gleichzeitig einen neuen olympischen und Weltrekord setzte. Talachadse übertraf seinen eigenen Weltrekord 2017 als Weltmeister und wurde im selben Jahr erneut Europameister. 2021 stellte er mit insgesamt 488 kg einen neuen Weltrekord auf, welchen er mit seinem erneuten WM Sieg bei den Weltmeisterschaften 2021 in Taschkent durch Leistungen von 492 kg (225–267) in allen Kategorien verbesserte. Bei den Olympischen Spielen 2024 gewann Talachadse erneut die Goldmedaille.

## Werdegang
Lascha Talachadse begann als Jugendlicher mit dem Gewichtheben. 2010 startete er erstmals bei einer internationalen Meisterschaft, der Junioren-Europameisterschaft (U 18) in Valencia. Er siegte dort im Superschwergewicht mit einer Zweikampfleistung von 345 kg (158–187). Im September 2011 wurde er in Bukarest wieder Junioren-Europameister im Superschwergewicht, wobei er sich im Zweikampf auf 402 kg (185–217) steigerte. Er wurde 2011 auch schon bei der Weltmeisterschaft der Senioren in Paris eingesetzt und kam dort mit 387 kg (180–207) im Superschwergewicht auf den 20. Platz.
Bei der Junioren-Europameisterschaft 2012 (U 20) in Eilat/Israel kam er im Superschwergewicht auf 412 kg (190–222). Mit dieser Leistung belegte er hinter Magomed Abujew aus Russland und Gor Minasjan aus Armenien den 3 Platz. Im Mai 2013 siegte er dann bei der Junioren-Weltmeisterschaft (U 20) in Lima im Superschwergewicht mit 411 kg (190–221) im Zweikampf, wobei er mit einem Körpergewicht von 156,15 kg aufwartete, vor Gor Minasjan, der auf 403 kg kam.
Bei der Junioren-Europameisterschaft (U 20) 2013 in Tallinn erreichte er im Zweikampf 415 kg (190–225). Bei dieser Meisterschaft war er jedoch mit Stanozolol gedopt. Deswegen wurde er vom Gewichtheber-Weltverband (IWF) vom 17. Oktober 2013 bis zum 17. Oktober 2015 gesperrt.
Nach der zweijährigen Wettkampfsperre war er im November 2015 bei der Weltmeisterschaft in Houston am Start. Er erzielte dort im Superschwergewicht im Zweikampf 454 kg (207–247) nachträglich den ersten Platz, nachdem Alexei Wladimirowitsch Lowtschew bei einer Dopingprobe positiv getestet worden war.
Bei den Europameisterschaften im Gewichtheben 2016 in Forde gewann Talachadse im Zweikampf mit 463 kg und in den Einzeldisziplinen Reißen mit 212 kg und Stoßen mit 253 kg.

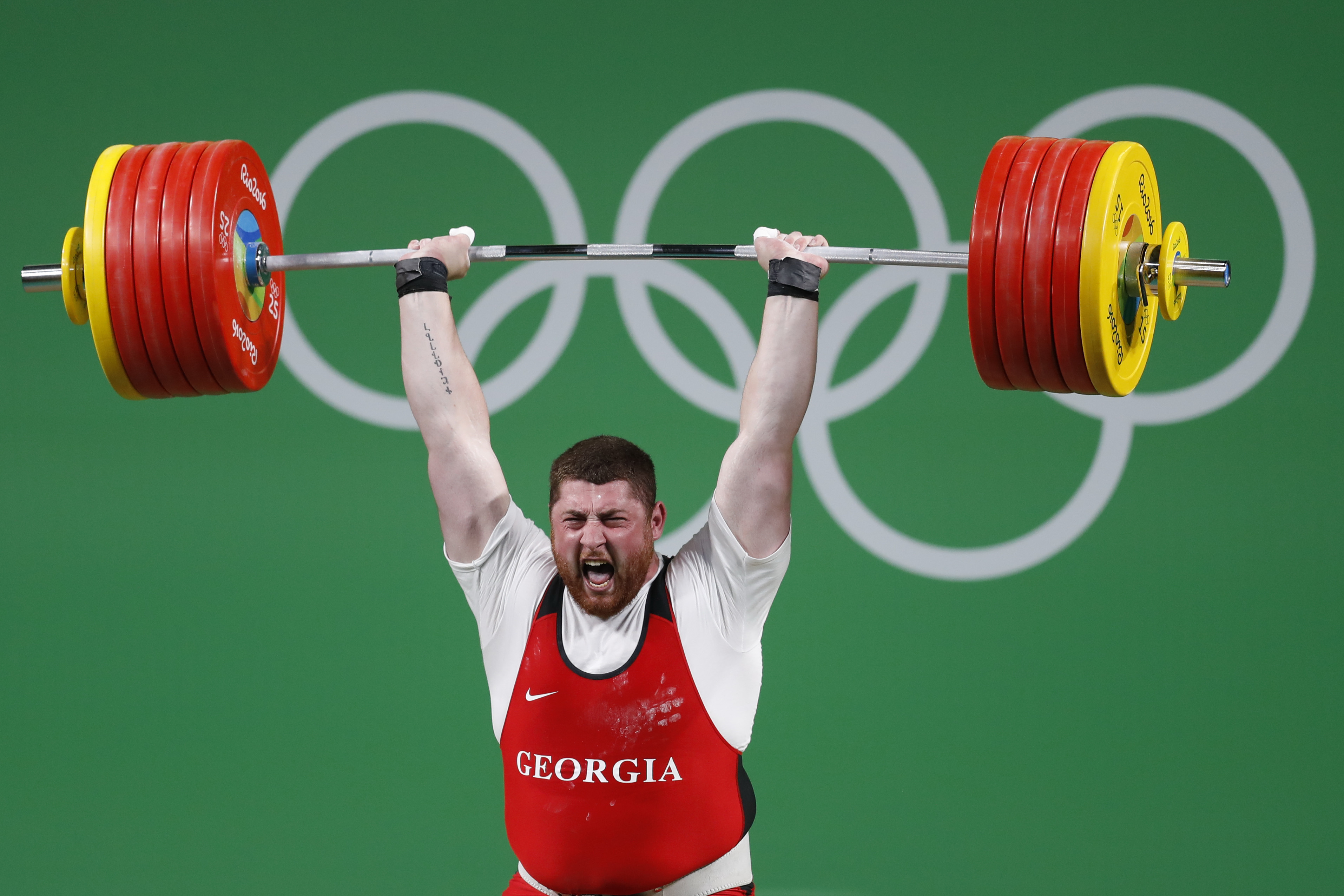
Talachadse bei den Olympischen Spielen 2016

Talachadse bei den Olympischen Spielen 2020

Bei den Olympischen Spielen 2016 in Rio den Janeiro war er hoher Favorit und rechtfertigte diese Stellung mit dem Gewinn der Goldmedaille. Dabei erzielte er mit insgesamt 473 kg (215–258) einen neuen Weltrekord.
2017 wurde er in Split erneut Europameister im Superschwergewicht. Dabei reichten ihm im Zweikampf 467 kg (217–250) zum Sieg im Zweikampf und in den beiden Einzeldisziplinen. In noch besserer Form stellte er sich bei der Weltmeisterschaft dieses Jahres in Anaheim. Er siegte dort mit der Weltrekordlast von 477 kg (220–257) vor den Iranern Said Alihoseini, 454 kg und Behdad Salimikordasiabi, 453 kg.
2018 setzte er seine Siegesserie fort. Er siegte zunächst bei der Europameisterschaft, begnügte sich dort aber mit im Zweikampf mit 457 kg (210–247). Bei der Weltmeisterschaft im November 2018 in Aschgabat wurde er wiederum Weltmeister im Superschwergewicht, das nach einer Gewichtsklassenreform nunmehr bei 109 kg Körpergewicht beginnt. Seine Zweikampfleistung betrug 474 kg (217–257). Auf Grund der Gewichtsklassenreform sind diese Leistungen neue Weltrekorde.
Bei den Olympischen Spielen 2020 in Tokio gewann er nach den Spielen 2016 in Rio de Janeiro erneut die Goldmedaille. Dabei erzielte er mit insgesamt 488 kg (223–265) in allen Kategorien einen neuen Weltrekord. Während der Eröffnungsfeier war er, gemeinsam mit der Schützin Nino Salukwadse, der Fahnenträger seiner Nation.
Während der Eröffnungsfeier der Olympischen Sommerspiele 2024 in Paris war er, erneut gemeinsam mit Nino Salukwadse, der Fahnenträger seiner Nation. Er gewann zum dritten Mal in Folge die Goldmedaille mit einer Gesamtleistung von 470 kg (215–255).

## Internationale Erfolge
| Jahr | Platz | Wettbewerb                            | Gewichtsklasse | Ergebnisse |
| 2010 | 1.    | Junioren-EM (U 18) in Valencia        | Superschwer    | mit 345 kg (158–187) |
| 2011 | 1.    | Junioren-EM (U 18) in Bukarest        | Superschwer    | mit 402 kg (185–217), vor Gor Minasjan, Armenien, 395 kg (179–216) und Magomed Abujew, Russland, 390 kg (178–212)                                         |
| 2011 | 20.   | WM in Paris                           | Superschwer    | mit 387 kg (180–207); Sieger: Behdad Salimikordasiabi, Iran, 464 kg (214–250)                                                                             |
| 2012 | 3.    | Junioren-EM (U 20) in Eilat           | Superschwer    | mit 412 kg (190–222), hinter Magomed Abujew, 424 kg (192–232) und Gor Minasjan, 421 kg (191–230)                                                          |
| 2013 | 1.    | Junioren-WM (U 20) in Lima            | Superschwer    | mit 411 kg (190–221), vor Gor Minasjan, 403 kg (183–220) und Karen Martirosjan, Russland, 385 kg (180–205)                                                |
| 2013 | disq. | Junioren-EM (U 20) in Tallinn/Estland | Superschwer    | wegen Dopings mit Stanozolol vom Gewichtheber-Weltverband IWF vom 17. Oktober 2013 bis 17. Oktober 2015 gesperrt                                          |
| 2015 | 1.*   | WM in Houston                         | Superschwer    | mit 454 kg (207–247) vor Mart Seim, Estland, 438 kg (190–248). *Nachträglich vergeben, nachdem Alexei Lowtschew der Titel wegen Doping aberkannt wurde.   |
| 2016 | 1.    | EM in Førde                           | Superschwer    | mit 463 kg (212–251) vor Gor Minasjan, Armenien, 443 kg und Mart Seim, Estland, 424 kg. Gold in Reißen und Stoßen.                                        |
| 2016 | Gold  | OS in Rio de Janeiro                  | Superschwer    | mit 473 kg (215–258) vor Gor Minasjan, Armenien, 451 kg und Irakli Turmanidse, Georgien, 448 kg. Olympischer Rekord und Weltrekord                        |
| 2017 | 1.    | EM in Split                           | Superschwer    | mit 467 kg (217–250) vor Gor Minasjan, Armenien, 446 kg und Ruben Aleksanjan, Armenien, 434 kg. Gold in allen Kategorien.                                 |
| 2017 | 1.    | WM in Anaheim                         | Superschwer    | mit 477 kg (220–257) vor Said Alihoseini, Iran, 454 kg und Behdad Salimikordasiabi, Iran, 453 kg. Neuer Weltrekord in Zweikampf und Reißen.               |
| 2018 | 1.    | EM in Bukarest                        | Superschwer    | mit 457 kg (210–247), vor Jiri Orsag, Tschechien, 417 kg (181–236) und Peter Nagy, Ungarn, 416 kg (191–225).                                              |
| 2018 | 1.    | WM in Aschgabat                       | Superschwer    | mit 474 kg (217–257), vor Gor Minasjan, Armenien, 450 kg (205–245) und Rustam Djamgabajew, Usbekistan, 447 kg (202–245).                                  |
| 2019 | 1.    | EM in Batumi                          | Superschwer    | mit 478 kg (218–260), vor Irakli Turmanidse, Georgien, 447 kg (206–241) und Ruben Aleksanjan, Armenien, 440 kg (200–245). Weltrekord in allen Kategorien. |
| 2019 | 1.    | WM in Pattaya                         | Superschwer    | mit 484 kg (220–264), vor Gor Minasjan, Armenien, 460 kg (212–248) und Ruben Aleksanjan, Armenien, 437 kg (192–245). Weltrekord in allen Kategorien.      |
| 2021 | 1.    | EM in Moskau                          | Superschwer    | mit 485 kg (222–263), vor Gor Minasjan, Armenien, 466 kg (216–248) und Varazdat Lalayan, Armenien 445 kg (205–240). Weltrekord im Reißen und Zweikampf.   |
| 2021 | 1.    | OS in Tokio                           | Superschwer    | mit 488 kg (223–265), vor Ali Davoudi, Iran, 441 kg (200–241) und Man Asaad, Syrien, 424 kg (190–234). Weltrekord in allen Kategorien.                    |
| 2021 | 1.    | WM in Taschkent                       | Superschwer    | mit 492 kg (225–267), vor Varazdat Lalayan, Armenien, 457 kg (211–246) und Gor Minasjan, Armenien, 448 kg (206–243). Weltrekord in allen Kategorien.      |
| 2022 | 1.    | EM in Tirana                          | Superschwer    | mit 462 kg (217–245), vor Varazdat Lalayan, Armenien, 451 kg (211–240) und Gor Minasjan, Armenien, 446 kg (210–236).                                      |
| 2022 | 1.    | WM in Bogotá                          | Superschwer    | mit 466 kg (215–251), vor Gor Minasjan, Bahrain, 462 kg (212–250) und Varazdat Lalayan, Armenien, 461 kg (215–246).                                       |
| 2023 | 1.    | EM in Jerewan                         | Superschwer    | mit 474 kg (222–252), vor Varazdat Lalayan, Armenien, 462 kg (212–250) und Simon Martirosyan, Armenien, 440 kg (195–245).                                 |
| 2023 | 1.    | WM in Riad                            | Superschwer    | mit 473 kg (220–253), vor Varazdat Lalayan, Armenien, 460 kg (212–248) und Gor Minasjan, Bahrain, 459 kg (213–246).                                       |
| 2024 | 1.    | OS in Paris                           | Superschwer    | mit 470 kg (215–255), vor Varazdat Lalayan, Armenien, 467 kg (215–252) und Gor Minasjan, Bahrain, 461 kg (216–245).                                       |

## WM-Einzelmedaillen
- WM-Goldmedaillen: 2015/Reißen*, 2017/Reißen, 2017/Stoßen, 2018/Reißen, 2018/Stoßen
- WM-Silbermedaille: 2015/Stoßen*

Erläuterungen
- alle Wettbewerbe im Zweikampf, bestehend aus Reißen und Stoßen
- OS = Olympische Spiele, WM = Weltmeisterschaft, EM = Europameisterschaft
- Superschwergewicht, Gewichtsklasse über 105 kg (bis Mitte 2018, danach über 109 kg Körpergewicht)